# Gooding
Gooding é uma cidade localizada no estado americano de Idaho, no Condado de Gooding.

## Demografia
Segundo o censo americano de 2000, a sua população era de 3384 habitantes.
Em 2006, foi estimada uma população de 3282, um decréscimo de 102 (-3.0%).

## Geografia
De acordo com o United States Census Bureau tem uma área de
3,6 km², dos quais 3,6 km² cobertos por terra e 0,0 km² cobertos por água. Gooding localiza-se a aproximadamente 1089 m acima do nível do mar.

## Localidades na vizinhança
O diagrama seguinte representa as localidades num raio de 36 km ao redor de Gooding.